# Johann Jakob Kummer
Johann Jakob Kummer (* 3. Oktober 1828 in Wynau; † 19. Januar 1913 in Bern) war ein Schweizer Theologe, Politiker und Statistiker.

## Leben
Johann Jakob Kummer war der Sohn eines Bauern. Er studierte wie Karl Schenk Theologie und amtete ab 1858 als Pfarrer in Huttwil und ab 1862 als Berner Regierungsrat. Im Jahr 1873 wurde er unter Bundesrat Karl Schenk Direktor des Eidgenössischen Statistischen Büros. Infolge seiner grossen Kenntnisse in Versicherungsmathematik wurde er 1885 zum Gründungsdirektor des Eidgenössischen Versicherungsamtes (ab 1978 Bundesamt für Privatversicherungen) gewählt, das er 1904 im Alter von 76 Jahren verliess.
Die Universität Bern ernannte ihn zweimal zum Ehrendoktor, 1873 bei der philosophischen, 1884 bei der medizinischen Fakultät. Er wurde 1885 zum Mitglied des Internationalen Statistischen Instituts gewählt und war, als Nachfolger von Hermann Kinkelin, von 1886 bis zum Tod Präsident der Schweizerischen Statistischen Gesellschaft.